# West Japan Railway Company
West Japan Railway Company (яп. 西日本, Джей-ару Нісі-Ніхон, Західнояпонська залізниця, скорочено JR West) — акціонерна залізнична компанія з групи Японські залізниці.

## Історія
1 квітня 1987 року внаслідок реформи державної компанії Японська національна залізниця (JNR) була створена як акціонерне товариство (кабусікі-ґайся). Спочатку це був підрозділ, що належав спеціальної компанії JNR Settlement Corporation (JNRSC), створеної для перерозподілу активів колишньої JNR між новими компаніями групи Японські залізниці.
Перші 5 років свого існування компанія орендувала свою найбільш прибуткову лінію Сан'е-Сінкансен у окремій компанії Shinkansen Holding Company, в жовтні 1991 року, викупила її за 974.1 мільйона йєн (близько 7.2 мільйонів доларів США).
JNRSC продала 68,3 % акцій JR West в ході первинної публічної пропозиції на Токійській фондовій біржі в жовтні 1996 року. Після того, як JNRSC розпалася в жовтні 1998 року, її активи JR West були передані урядової Japan Railway Construction Public Corporation (JRCC), яка в жовтні 2003 року об'єдналася з Japan Railway Construction, Transport and Technology Agency (JRTT) за планом бюрократичної реформи. JRTT пізніше запропонувала всі свої активи JR West на міжнародному первинному публічному розміщенні в 2004 році, тим самим закінчивши період спеціалізації підприємства уряду.

## Опис
Штаб-квартира розташована в Осаці, в міському районі Кіта-ку. JR West працює в таких сегментах: транспорт, продаж товарів і послуг громадського харчування, нерухомість та інші підприємства.
Транспортний сегмент надає залізничні, автобусні (міжміські перевізники West JR Bus Company й Chūgoku JR Bus Company) і поромні перевезення («JR Miyajima Ferry»). Обслуговує лінії Хокуріку-Сінкансен (між станціями Йоецумійокьо і Канадзава); Сан'е-Сінкансен (між Осакою та Фукуокою), Хакамі-Мінамі (приміська в Фукуоці). Також існує так звана «Міська мережа» — приміські залізничні лінії у районі Кейхансін (Осака-Кобе-Кіото). Ці лінії разом складають 610 км колії, мають 245 станцій і становлять близько 40 % доходів від перевезень пасажирів. Станції міської мережі обладнані для обробки карт тарифів ICOCA. Контроль поїздів на цих лініях дуже автоматизований, і в години пік поїзди курсують кожні 2 хвилини. Відрізняється точністю, у травні 2019 року керівництво вибачалося, за те, що поїзд відбув від станції на 25 сек від належного розпису.
Сегмент «Розподіл» управляє універмагами, ресторанами, роздрібними і оптовими магазинами. Сегмент нерухомості продає і орендує нерухомість, а також управляє торговими центрами (Japan Railway West Trading Co), універмагом Isetan на вокзалі Кіото.
Сегмент «Інші підприємства» включає готелі («Granvia Kyoto», «Hotel Granvia Osaka», «Hotel Granvia Wakayama», «Hotel Granvia Okayama», «Hotel Granvia Hiroshima», «Nara Hotel», «Sannomiya Terminal Hotel» та «Hotel Hopinn Aming»), туристичне агентство «Nippon Travel Agency Co., Ltd», рекламу і будівництво.

## Фінанси і акції
JR West має лістинг акцій на Токійській фондовій біржі, Нагойській фондовій біржі, Осакській біржі цінних паперів і Фукуокській фондовій біржі, є складовою індексу TOPIX Large70, а також є однією з трьох єдиних складових Японської залізничної групи індексу Nikkei 225.
У 2018 році річний продаж товарів й послуг становив 13,27 млрд доларів США. У квітні-грудні 2020 року вперше з 2003 року зазнала втрат в розмірі 161,8 млрд йєн, в той час як за той же період минулого року був отриманий чистий прибуток в розмірі 117,1 млрд йєн.